# 백완기
백완기(白完基, 1936년 11월 9일 ~ )는 대한민국의 정치학자이자 행정학자이다.
1955년 전주고등학교를 졸업하였고, 1959년 서울대학교 문리대학 정치학과를 졸업하였으며, 1961년 서울대학교 행정대학원을 졸업하였고, 1972년 미국 플로리다 주립대 대학원을 졸업하였다. 1975~1978년 국민대학교 행정학과 부교수 및 교무처장을 지냈으며, 1978년부터 고려대학교 정경대 학장 및 행정학과 교수를 지냈다. 저서로 《한국의 행정문화》 (1982), 《행정학》 (1984), 《민주주의 문화론》 (1994), 《한국행정학의 기본문제들》 (1996) 등이 있다.